# Eartha Cumings
Eartha Cumings, född 11 juni 1999 i Edinburgh, är en skotsk fotbollsspelare, som spelar målvakt, och som representerar FC Rosengård och det skotska landslaget.

## Biografi
Eartha Cumings skrev år 2023 kontrakt med FC Rosengård efter att tidigare spelat för bland annat Charlton och Liverpool. Under 2024 höll Cumings nollan i 886 minuter, vilket är svenskt rekord.
Vid 2024 års gala Obos Damallsvenskans Bästa i oktober 2024 vann Cumings pris som Årets målvakt.